# Arnold Schering
Arnold Schering (Breslau, 2 de abril de 1877 - Berlim, 7 de março de 1941) foi um musicólogo e violinista alemão.
Estudou violino com Joseph Joachim em Berlim, e depois dedicou-se mais à teoria musical. Foi o responsável pela ressurreição moderna da obra de Vivaldi e fez estudos pioneiros sobre música medieval.